# TV-pucken
TV-pucken er en svensk ishockeyturnering for distriktshold med drenge under 16 år. Da TV-pucken startede 1959 blev alle kampe sendt i tv. Nu om dage er det kun TV-puckens semifinaler og finale, der sendes i tv. 

## Distrikter
| Gruppe A     | Gruppe B      | Gruppe C      | Gruppe D            |
| Skåne        | Gotland       | Värmland      | Norrbotten          |
| Blekinge     | Uppland       | Dalarna       | Västerbotten        |
| Halland      | Södermanland  | Västmanland   | Ångermanland        |
| Göteborg     | Stockholm Vit | Gästrikland   | Medelpad            |
| Småland      | Östergötland  | Stockholm Röd | Jämtland/Härjedalen |
| Bohuslän/Dal | Västergötland | Örebro        | Hälsingland         |

## Sejre og finaler i TV-pucken
| TV-puckhold   | Sejre | Finaler | Plac. i maraton-tabellen |
| ------------- | --- | --- | ------------------------ |
| Dalarna       | 6 (1962, 1966, 1970, 1992, 1995, 1996)                                                                    | 12 (1962, 1966, 1970, 1976, 1977, 1981, 1983, 1984, 1989, 1992, 1995, 1996)                                                                                                 | 2                        |
| Gästrikland   | 1 (1974)                                                                                                  | 7 (1970, 1972, 1974, 1975, 1986, 2003, 2012) | 10                       |
| Norrbotten    | 4 (1976, 1984, 1985, 2022)                                                                                | 7 (1973, 1976, 1984, 1985, 1987, 2002, 2022) | 7                        |
| Göteborg      | 3 (2001, 2006, 2018)                                                                                      | 5 (1999, 2001, 2006, 2014, 2018) | 12                       |
| Skåne         | 3 (1987, 1989, 2017)                                                                                      | 9 (1985, 1987, 1989, 1991, 1993, 1994, 2005, 2006, 2017) | 6                        |
| Småland       | 5 (1979, 1990, 1991, 2007, 2008)                                                                          | 6 (1979, 1990, 1991, 2007, 2008, 2010) | ?                        |
| Stockholm A   | 17 (1973, 1975, 1978, 1981, 1983, 1986, 1997, 1998, 1999, 2003, 2004, 2009, 2010, 2012, 2016, 2019, 2020) | 28 (1959, 1960, 1962, 1964, 1965, 1966, 1969, 1973, 1975, 1978, 1981, 1983, 1986, 1987, 1988, 1997, 1998, 1999, 2000, 2003, 2004, 2007, 2009, 2010, 2012, 2016, 2019, 2020) | 1                        |
| Södermanland  | 3 (1977, 1982, 2002)                                                                                      | ? | ?                        |
| Värmland      | 8 (1959, 1960, 1967, 1968, 1971, 2000, 2005, 2014)                                                        | 7 (1959, 1960, 1967, 1968, 1971, 2000, 2005) | ?                        |
| Västerbotten  | 7 (1961, 1963, 1964, 1972, 1980, 2011, 2013)                                                              | 13 (1961, 1963, 1964, 1967, 1968, 1972, 1978, 1980, 1982, 2008, 2011, 2018, 2020)                                                                                           | 8                        |
| Västergötland | 0 | 1 (2013) | 16                       |
| Västmanland   | 0 | 1 (2004) | ?                        |
| Ångermanland  | 6 (1965, 1969, 1988, 1993, 1994, 2015)                                                                    | 1963 1965, 1969, 1971, 1988, 1990, 1993, 1994, 2015, 2017 | ?                        |
| Östergötland  | 0 | 1 (2019) | ?                        |